# Adactylotis contaminaria
Adactylotis contaminaria är en fjärilsart som beskrevs av Jacob Hübner 1813. Adactylotis contaminaria ingår i släktet Adactylotis och familjen mätare. Inga underarter finns listade i Catalogue of Life.